# 晶界扩散系数
晶界扩散系数（英語：grain boundary diffusion coefficient）,是在晶粒边界内沿扩散体沿晶粒固体扩散的扩散系数。它是一个记作{\displaystyle D_{b}}的物理常数，对于理解晶界如何影响原子扩散非常重要。晶界扩散是多晶材料中常见的溶质迁移途径。在金属及金属合金的低温下，它主导了有效扩散速率。以单晶和多晶银的表观自扩散系数为例：在高温下，两种样品中的晶界扩散系数相同。然而，在低于700 °C时，多晶银的晶界扩散系数始终高于单晶的晶界扩散系数。

## 测量

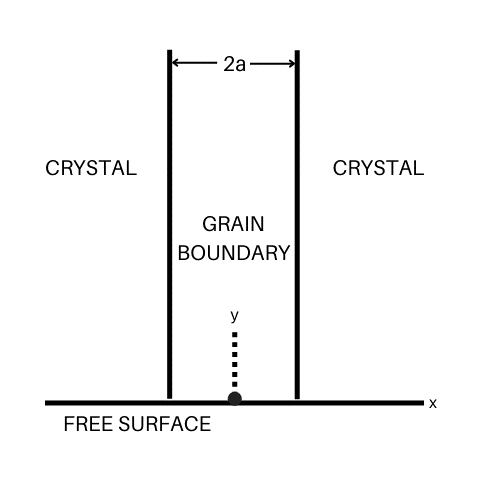
1953年由JC Fisher提出的晶界扩散模型。这一解随后可以通过对菲克第二定律进行修正的微分解来模拟，该修正增加了一个边流项，给出方程，其中是扩散系数，是晶界宽度，是边流速率。

Fisher提出了一种测量晶界扩散系数的通用方法。在Fisher模型中，晶界被表示为嵌入在低扩散率各向同性晶体中的一薄层高扩散率、均匀各向同性的板状区域。假设该板层厚度为{\displaystyle \delta }，长度为{\displaystyle y}，深度为单位长度，则扩散过程可由以下公式描述。第一式表示体相扩散，而第二式表示沿晶界的扩散：
{\displaystyle {\frac {\partial c}{\partial t}}=D\left({\partial ^{2}c \over \partial x^{2}}+{\partial ^{2}c \over \partial y^{2}}\right)}
其中，{\displaystyle |x|>\delta /2}
{\displaystyle {\frac {\partial c_{b}}{\partial t}}=D_{b}\left({\partial ^{2}c_{b} \over \partial y^{2}}\right)+{\frac {2D}{\delta }}\left({\frac {\partial c}{\partial x}}\right)_{x=\delta /2}}
其中{\displaystyle c(x,y,t)}是扩散原子在体相的浓度，{\displaystyle c_{b}(y,t)}是其在晶界中的浓度。
为了解该方程，Whipple引入了一个精确解析解。他假设表面成分恒定，并使用傅里叶–拉普拉斯变换将问题转化为积分形式的解。因此扩散剖面可由下式描述：
{\displaystyle (dln{\bar {c}}/dy^{6/5})^{5/3}=0.66(D_{1}/t)^{1/2}(1/D_{b}\delta )}
为进一步确定{\displaystyle D_{b}}，常用两种方法：
- 方法 1：将样品沿表面平行方向切成一系列薄片，测量溶质在各薄片中的分布{\displaystyle c(y)}，再利用Whipple的公式求得{\displaystyle D_{b}\delta }。
- 方法 2：比较晶界上某一给定浓度的渗透长度{\displaystyle \ \Delta y}与远离晶界处格点扩散的渗透长度。

## 相关
- 科肯德尔效应
- 质量扩散率